# Arçonnay
Arçonnay [aʁsɔnɛ] ist eine französische Gemeinde mit 1.897 Einwohnern (Stand: 1. Januar 2022) im Département Sarthe in der Region Pays de la Loire; sie gehört zum Arrondissement Mamers und zum Kanton Mamers (bis 2015: Kanton Saint-Paterne). Die Einwohner werden Arçonnéens genannt.

## Geographie

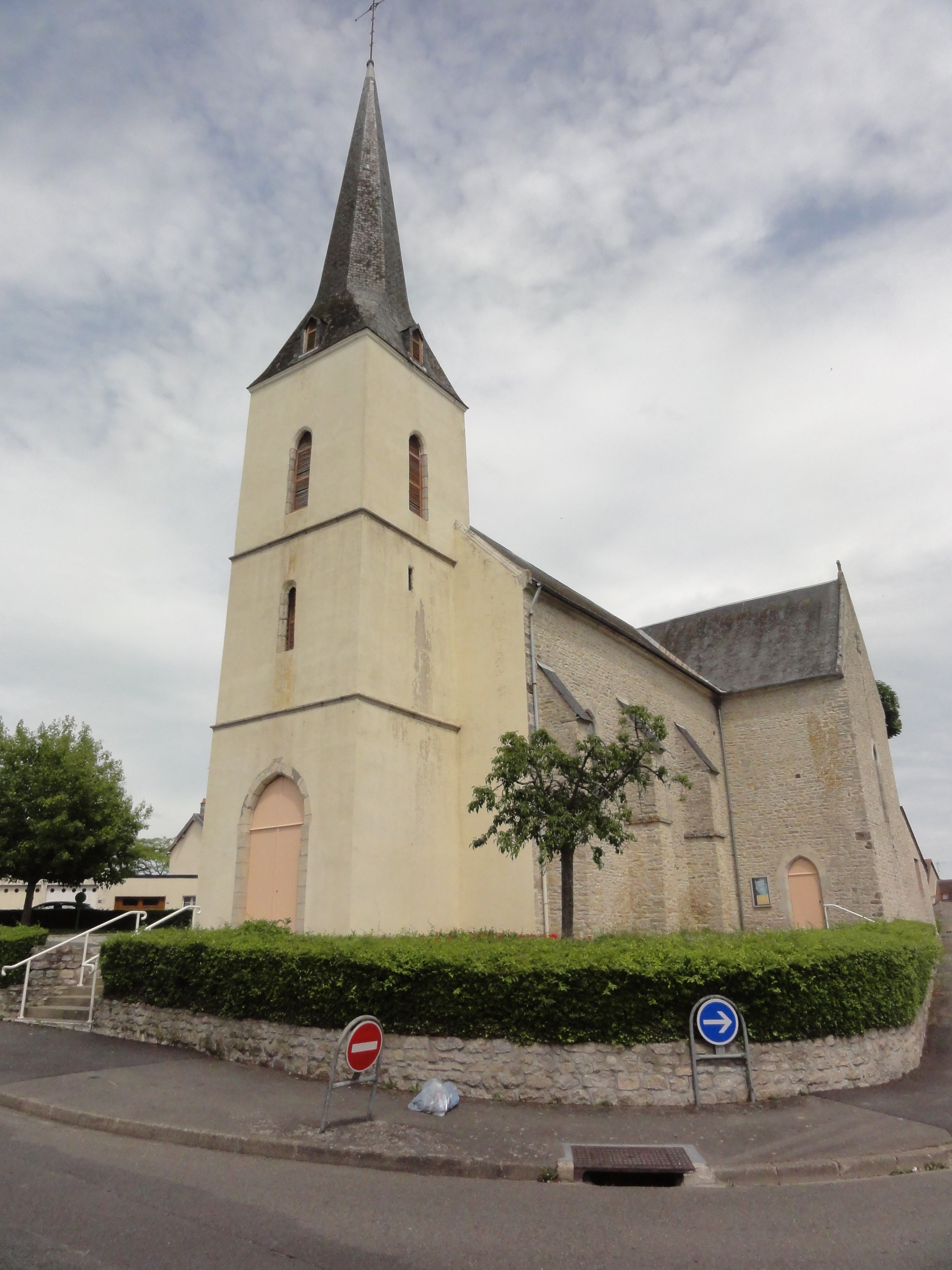
Kirche Saint-Germain

Arçonnay liegt etwa 38 Kilometer nördlich von Le Mans an der Grenze zum Département Orne. Umgeben wird Arçonnay von den Nachbargemeinden Saint-Germain-du-Corbéis im Norden und Nordwesten, Alençon im Norden, Saint-Paterne im Nordosten, Champfleur im Osten und Südosten, Bérus im Süden und Südwesten sowie Héloup im Westen.
Am Ostrand der Gemeinde führt die Autoroute A28 entlang.

## Bevölkerungsentwicklung
| 1962                      | 1968 | 1975 | 1982 | 1990 | 1999 | 2006 | 2012 |
| ------------------------- | ---- | ---- | ---- | ---- | ---- | ---- | ---- |
| 507                       | 611  | 1040 | 1488 | 1752 | 1837 | 1911 | 1835 |
| Quelle: Cassini und INSEE |      |      |      |      |      |      |      |

## Sehenswürdigkeiten
- Kirche Saint-Germain
- Schloss und Park La Chevallerie
- Schloss Maleffre